# K.Iyyanahalli, Kudligi
K.Iyyanahalli là một làng thuộc tehsil Kudligi, huyện Bellary, bang Karnataka, Ấn Độ.